# Юрфе, Оноре д’
Оноре́ д’Юрфе́ (фр. Honoré d'Urfé; 11 февраля 1568 — 1 июня 1625) — французский писатель эпохи маньеризма, автор знаменитого пасторального романа «Астрея».

## Биография
Оноре д’Юрфе был внуком Клода д’Юрфе, который представлял интересы Генриха II Валуа в Ватикане. Его мать, маркиза де Боже, была внучкой Рене Савойского, наследника Ласкарисов из Тенда. Отец в 1574 году был отравлен. Владения рода д’Юрфе унаследовал старший брат писателя, граф Жан д’Юрфе, маркиз де Боже, чья дочь Женевьева состояла в браке с первым герцогом де Круа.
Оноре, названный в честь своего дяди, маршала Франции, провёл детские годы в дедовском замке Басти, известном своей великолепной библиотекой, а затем в течение восьми лет учился в коллеже иезуитов в Париже. Примкнув в 1590 году к Католической Лиге, в 1595 году попал в плен и начал писать свои «Нравственные послания» („Epistres morales“; в трёх книгах; публиковались в 1598—1608 годах), в которых пытался приложить философские теории (главным образом — идеи неоплатонизма и неостоицизма) к событиям собственной жизни. Когда дело лиги окончательно было проиграно, Юрфе удалился ко двору герцога Савойского, который, как и он сам, происходил от Филиппа II (1438—1497).
По расторжении брака своего брата Анна (Anne d’Urfé, писатель, бальи области Форе) Юрфе женился в 1600 году на его бывшей жене Диане де Шатоморан, не столько из любви, сколько по расчету, желая поправить расстроенное состояние семьи; в 1613 году супруги расстались. Среди друзей д’Юрфе был богослов Франциск Сальский. Д’Юрфе погиб в сражении войска герцога Савойского с армией Генуэзской республики.

## Сочинения
- Пасторальный роман «Астрея» (1607—1627), в 2007 году экранизирован Ромером под названием «Любовь Астреи и Селадона»
- Пасторальная поэма «Сирен» (фр. «Le Sireine», 1606)
- Незавершённая героическая эпопея «Савуазиада»(фр. «La Savoysiade», соч. около 1605; написано девять песен).
- Уникальным случаем в истории французского театра является написанная белым стихом пасторальная пьеса д’Юрфе «Сильванира, или Живая покойница»(фр."Sylvanire, ou La Morte-Vive", 1625), основанная на одной из вставных новелл «Астреи».